# Brennan Elliott
Brennan Elliott é um ator canadense, nascido em Calgary (Alberta. Canadá) em 24 de Março de 1975, mais conhecido por sua participação na série de televisão Strong Medicine, onde interpretou o Dr. Nick Biancavilla.

## Início da vida
Elliott nasceu em Calgary, Alberta, Canadá. 
A família de seu pai teve origem na Irlanda do Norte. Ele foi educado no prestigiado Actors Studio na Juilliard School, em Nova York. Uma das primeiras aparições de Elliott estava no vídeo de uma música para Tom Cochrane, em 1991, com o nome "Vida é uma estrada".

## Carreira
Elliott é mais conhecido como Dr. Nick Biancavilla em Lifetime 's Strong Medicine. 
Os papéis mais proeminentes são os seus papéis principais no filme de 1999 O Silenciador e G-Salvador (em 2000). Além disso, ele teve um papel no filme de terror Curse of Chucky e uma participação especial no filme Night at the Museum: Secret do túmulo (2014).
Depois de aparecer em episódios de séries de televisão canadianas como Madison, Viper, The Outer Limits , Welcome to Paradox, First Wave, The Net e Poltergeist: The Legacy nos anos 90, Elliott apareceu em episódios de séries de televisão americanas como Monk, House MD, Mentes Criminosas, CSI: Crime Scene Investigation, The 4400, Cold Case, What About Brian, Castle e Desperate Housewives. Elliott apareceu em Anatomia de Grey como o pai de um filho que é um abusador de drogas. Ele fez aparições na série Ghost Whisperer e Private Practice e estrelou como herói de 9/11 Todd Beamer em Flight 93 .
Em 2013, Elliott começou a actuar como Warren Saget na série Hallmark Channel, Cedar Cove. Em 2015, ele foi escalado para o papel recorrente do apresentador de reality show Graham na série dramática Lifetime UnREAL.

## Filmografia

### Televisão
- 2009 Castle como Jason Cosway
- 2008 Knight Rider como Capricorn
- 2008 Ghost Whisperer como Hunter Clayton
- 2008 Bones como Mark Gaffney
- 2007 Grey's Anatomy como Dave Krisler
- 2007 The 4400 como Ben Saunders
- 2007 Desperate Housewives como Luke Purdue
- 2007 What About Brian como T.K.
- 2006 Cold Case como Ray
- 2006 Women in Law como Ray
- 2005 CSI: Crime Scene Investigation como Sgt. Carroll
- 2005 Strong Medicine como Dr. Nick Biancavilla
- 2005 Blind Justice como Nick Irons
- 2005 Eyes como Brian Armstrong
- 2004 House, M.D. como Adam
- 2004 Monk como Paul Harley
- 2004 North Shore como David Saltzman
- 1999 Poltergeist: The Legacy como Tom Claremont
- 1999 The Net como Clyde Bromeo
- 1998 First Wave como Danny
- 1998 The Outer Limits como Tom
- 1998 The Adventures of Shirley Holmes como Jake Bane
- 1997 Viper como Neil Royce
- 1997 Madison como Slick

### Cinema
- 2013 Curse of Chucky como Ian
- 2010 Confession como Steve
- 2009 Take Me Home como Eric
- 2009 Blood Shot como Rip
- 2009 Black Widow como Troy
- 1999 Convergence como Steve
- 1999 The Silencer como Jason Black
- 1996 Stone Coats como Max